# كرد كندي (غرمي)
كرد كندي (بالإنجليزية: Kard Kandi, Germi)‏ هي منطقة سكنية تقع في قسم انغوت الغربي الريفي في إيران. يقدر عدد سكانها بـ 62 نسمة .